# Polygrammodes cuneatalis
Polygrammodes cuneatalis is een vlinder uit de familie van de grasmotten (Crambidae), uit de onderfamilie van de Spilomelinae. De wetenschappelijke naam van deze soort is voor het eerst voorgesteld door Paul Dognin in een publicatie uit 1908.
De soort komt voor in Peru.